# Matheus Humberto Maximiano
Matheus Humberto Maximiano (31 de mayo de 1989) es un futbolista brasileño que se desempeña como centrocampista.
Jugó para clubes como el Guarani, Avaí, Portuguesa, Paraná y Thespakusatsu Gunma.

## Trayectoria

### Clubes
| Club                | País          | Año         |
| ------------------- | ------------- | ----------- |
| Guarani             | Brasil        | 2009 - 2010 |
| Itapirense          | Brasil        | 2009        |
| Juventus            | Brasil        | 2010        |
| Avaí                | Brasil        | 2010 - 2011 |
| Imbituba            | Brasil        | 2011        |
| Daegu FC            | Corea del Sur | 2011 - 2014 |
| Portuguesa          | Brasil        | 2013        |
| Grêmio Maringá      | Brasil        | 2015        |
| Paraná              | Brasil        | 2015        |
| XV de Piracicaba    | Brasil        | 2015        |
| Thespakusatsu Gunma | Japón         | 2016 - 2017 |